# Als het vuur gedoofd is
Als het vuur gedoofd is is een nummer van het Nederlandse cabaret- en zangduo Acda en De Munnik. Het nummer werd uitgebracht op het naar het duo vernoemde debuutalbum uit 1997. In februari dat jaar werd het nummer uitgebracht als de tweede single van het album.

## Achtergrond
"Als het vuur gedoofd is" is het eerste nummer van het debuutalbum van Acda en De Munnik. Het is het eerste nummer van het duo waarin het personage Herman wordt bezongen. Hij ziet het leven niet meer zitten en is tot de conclusie gekomen dat hij vrijwel alles wat hij ooit had willen doen in zijn leven nooit heeft gedaan en het er nu te laat voor is. Hij heeft nu een huis, kind, vrouw en baan en zou hierdoor zijn dromen nooit meer na kunnen gaan.
Er wordt gesuggereerd dat Herman aan het eind van het lied zelfmoord heeft gepleegd, aangezien hij strak gekleed ligt in een kist van gevoerd vurenhout. In een later nummer van Acda en De Munnik, "Het regent zonnestralen" van het album Naar huis, blijkt dat dit niet Herman was. In de sketch Voicemail, die verscheen op het album Jouw leven lang bij mij, komt Herman alsnog aan zijn einde nadat hij voor een trein is gesprongen.
"Als het vuur gedoofd is" debuteerde in het theaterprogramma Zwerf' on, waarvan de opnames verschenen als bonus-cd bij het debuutalbum van het duo. Het werd uitgebracht als de tweede single van het album, werd veel gedraaid op de landelijke radiozenders, maar wist begin 1997 géén notering te behalen in zowel de Nederlandse Top 40 op Radio 538 als de Mega Top 100 op Radio 3FM. 
Ook in België wist de single géén notering te behalen in zowel de Vlaamse Ultratop 50 als de Vlaamse Radio 2 Top 30.
Als voorganger van "Het regent zonnestralen" is de single echter na de uitgave in 1997 bekender en populairder geworden. Het komt voor op de soundtrack van de film All Stars, waarin Thomas Acda een van de hoofdrollen speelt. Daarnaast staat de single op de verzamelalbums Op voorraad, Trilogie, Adem en Alle Singles. 
Sinds december 2003 staat de single onafgebroken genoteerd in de jaarlijkse NPO Radio 2 Top 2000 van de Nederlandse publieke radiozender NPO Radio 2.

## NPO Radio 2 Top 2000
| Nummer met noteringen in de NPO Radio 2 Top 2000 | '03 | '04 | '05 | '06 | '07 | '08 | '09 | '10 | '11 | '12 | '13 | '14 | '15 | '16 | '17 | '18 | '19 | '20 | '21  | '22  | '23 | '24 |
| ------------------------------------------------ | --- | --- | --- | --- | --- | --- | --- | --- | --- | --- | --- | --- | --- | --- | --- | --- | --- | --- | ---- | ---- | --- | --- |
| Als het vuur gedoofd is                          | 185 | 216 | 215 | 248 | 175 | 216 | 435 | 434 | 489 | 516 | 545 | 655 | 615 | 623 | 728 | 895 | 962 | 947 | 1089 | 1062 | 718 | 679 |

1. ↑  Een vetgedrukt getal geeft de hoogste notering aan.
2. ↑  2003 was het eerste jaar met een notering voor dit nummer.